# Lorain (Pensilvania)
Lorain es un borough ubicado en el condado de Cambria en el estado estadounidense de Pensilvania. En el año 2000 tenía una población de 747 habitantes y una densidad poblacional de 866.7 personas por km².

## Geografía
Lorain se encuentra ubicado en las coordenadas 40°17′48″N 78°53′45″O / 40.29667, -78.89583.

## Demografía
Según la Oficina del Censo en 2000 los ingresos medios por hogar en la localidad eran de $28,150 y los ingresos medios por familia eran $30,441. Los hombres tenían unos ingresos medios de $25,500 frente a los $17,986 para las mujeres. La renta per cápita para la localidad era de $17,243. Alrededor del 13.2% de la población estaba por debajo del umbral de pobreza.